# Mirosław Loba
Mirosław Franciszek Loba (ur. 1961) – polski literaturoznawca, doktor habilitowany nauk humanistycznych.

## Życiorys
W 1985 r. ukończył studia filologiczne na Uniwersytecie im. Adama Mickiewicza, w 1995 r. obronił pracę doktorską pt. Le drame en France au XVIIIe siŐcle. Essai de poétique, której promotorem był prof. Wiesław Malinowski, w 2004 r. habilitował się na podstawie pracy zatytułowanej Sujet et théorie littéraire en France après 1968. 
Został zatrudniony w Wyższej Szkole Filologicznej we Wrocławiu i w Instytucie Języków i Literatur Romańskich Uniwersytetu im. Adama Mickiewicza w Poznaniu.
Należy do Rady Dyscypliny Naukowej - Językoznawstwa i Literaturoznawstwa UAM.